# Вайро, Хуан
Хуан Аполонио Вайро Морамарко (исп. Juan Apolonio Vairo Moramarco; 1 августа, по другим данным — 10 апреля 1932, Росарио, по другим данным — Парана) — аргентинский футболист, полузащитник. Брат Федерико Вайро.

## Карьера
Хуан Вайро родился в семье бывшего итальянского футболиста родом из Калабрии, игравшего за «Сампьердаренезе». Он начал карьеру в 1949 году в клубе «Тиро Федераль». Оттуда в 1950 году форвард перешёл в «Росарио Сентраль». В 1953 году Вайро перешёл в «Боку Хуниорс». Он дебютировал в составе команды 5 апреля в матче против своей бывшей команды «Росарио Сентраль» (0:0). В этой игре футболист был травмирован и покинул поле на 77 минуте. В следующей игре Хуан забил первый мяч за клуб, поразив ворота «Платенсе» (5:1). В сезоне 1953 года Вайро составил треугольник полузащиты команды вместе с Элио Монтаньо и Роберто Роландо, которое стало пользоваться большой любовью поклонников команды. Во втором сезоне Вайро помог «Боке Хуниорс» выиграть чемпионат Аргентины. В том же сезоне он покинул команду, за которую провёл 21 матч (10 побед, 4 ничьи и 7 поражений) и забил 9 голов. 
В начале 1955 года он был куплен «Ювентусом» за 18 млн лир. За этот клуб он, однако, не мог выступать в официальных встречах. Из-за этого нападающий провёл лишь 3 товарищеских матча за клуб. В следующем сезоне Вайро всё же дебютировал в официальной встрече за «Старую Синьору»: 18 сентября он вышел на поле во встрече Серии А со СПАЛом (2:2) и в той же встрече забил два первых гола в Италии. Форвард не пользовался доверием главного тренера команды Сандро Пуппо, из-за чего провёл за «Юве» лишь 11 матчей и забил 3 гола. В марте 1956 года Вайро неожиданно для руководства клуба сел на самолёт и улетел в Аргентину. Оказалось, что об этом решении был осведомлён только президент «Ювентуса» Умберто Аньелли. Который после разговора с футболистом позволил тому покинуть клуб. 
Не найдя команды в Аргентине, Вайро отправился в соседний Уругвай, где присоединился к «Ливерпулю». На следующий год игрок возвратился в Аргентину, став игроком «Ривер Плейта». За этот клуб нападающий сыграл 12 матчей и забил 2 гола. Также здесь он впервые сыграл в одном клубе вместе с братом, а в общей сложности они провели в одной команде 4 встречи. Затем Вайро выступал в «Росарио Сентраль» и «Тигре», в котором он сыграл 23 матча и забил 6 голов. Затем футболист уехал в Колумбию, присоединившись к «Америке». Далее выступал за клубы «Индепендьенте Медельин», «Депортес Киндио» и «Онсе Кальдас». Завершил карьеру Вайро в «Тигре» в 1968 году.

## Достижения
- Чемпион Аргентины: 1954